# Planá
Planá (německy Plan), někdy uváděné jako Planá u Mariánských Lázní, je město v okrese Tachov v Plzeňském kraji. Leží jedenáct kilometrů severovýchodně od okresního města Tachova a stejně daleko jižně od Mariánských Lázní, v krajině položené na rozhraní historického Chebska, Tachovska a Tepelska. Žije zde přibližně 5 500 obyvatel. V obci je sídlo římskokatolické farnosti Planá u Mariánských Lázní.

## Historie
Počátky osídlení, doložené nálezem zlomku dvou zásobnic při severním okraji města, sahají již do 9. století. Systematický archeologický výzkum provedený v kostele svatého Petra a Pavla na konci sedmdesátých let 20. století prokázal, že v místech svatyně leželo již v 10. a 11. století slovanské sídliště. Ve 12. století se zde rozkládalo pohřebiště, na němž byl patrně v místech starší dřevěné svatyně vybudován na počátku 13. století dnešní kostelík.
Během první světové války byl u Plané v části Karlín (německy Karolinenhof) zajatecký tábor, ve kterém byly internovány tisíce válečných zajatců. Dochovaný vojenský hřbitov je na území obce Chodský Újezd.
V letech 1938 až 1945 byla Planá v důsledku uzavření Mnichovské dohody přičleněna k nacistickému Německu.

### Židovská komunita v Plané
Židé jsou v Plané doloženi od počátku 17. století, kdy zde měli 5 domů a žádali povolení k výstavbě šestého.[zdroj?] Z počátku se směli usazovat pouze na zámeckém předměstí, kdežto hrazené město a svatopeterské předměstí jim bylo uzavřeno. Skupina jejich domků při městském rybníku se nazývala „Judenvorstadt“ – Židovské předměstí.
Za hraběnky Marie Maxmiliány Terezie ze Sinzendorfu byli židé vypovězeni z města, uváděna jsou data 1668, 1680 a 1687.[zdroj?] Vypovězení židé se usadili v sousední Chodové Plané a Drmoulu. Plánský židovský hřbitov však zůstal zachován a pohřby příslušníků i potomků vypovězených židů zde probíhaly i v pozdějších letech.
Do Plané přicházejí židé znovu v době vlády Josefa II. Zanedlouho zde již žilo 32 židovských rodin, které vlastnily devět domů. Novodobá židovská obec byla ustanovena teprve ve druhé polovině 19. století. Např. v roce 1890 žilo ve městě 129 židů, ale hřbitov, na který se pohřbívalo až do počátku 19. století, již obnoven nebyl. Modlitebna byla zřízena v domě čp. 100/I, její stavba byla odstraněna v období, kdy Planá součástí nacistického Německa (léta 1938 až 1945). Hřbitov se rozkládal v místech Slovanské ulice v blízkosti domu čp. 109/II. Také on zcela zanikl a jeho místo není patrné.

## Obyvatelstvo
Podle sčítání 1930 zde žilo v 602 domech 4395 obyvatel. 249 obyvatel se hlásilo k československé národnosti a 4057 k německé. Žilo zde 4251 římských katolíků, 54 evangelíků, 13 příslušníků Církve československé husitské a 60 židů.
| Rok            | 1869  | 1880  | 1890  | 1900  | 1910  | 1921  | 1930  | 1950  | 1961  | 1970  | 1980  | 1991  | 2001  | 2011  | 2021  |
| -------------- | ----- | ----- | ----- | ----- | ----- | ----- | ----- | ----- | ----- | ----- | ----- | ----- | ----- | ----- | ----- |
| Počet obyvatel | 5 549 | 6 148 | 5 765 | 6 103 | 6 434 | 6 459 | 6 999 | 3 779 | 3 922 | 4 251 | 4 652 | 5 045 | 5 400 | 5 458 | 5 292 |
| Počet domů     | 806   | 834   | 839   | 852   | 891   | 909   | 1 045 | 806   | 667   | 690   | 740   | 863   | 910   | 1 017 | 1 072 |

## Městská správa

### Části města
- Planá (k. ú. Planá u Mariánských Lázní)
- Křínov (i název k. ú.)
- Kříženec (i název k. ú.)
- Otín (k. ú. Otín u Plané)
- Pavlovice (k. ú. Pavlovice nad Mží a Vítovice u Pavlovic)
- Svahy (i název k. ú.)
- Týnec (k. ú. Týnec u Plané)
- Vížka (i název k. ú.)
- Vysoké Sedliště (i název k. ú.)
- Zliv (k. ú. Zliv nad Mží)

Od 1. ledna 1980 do 23. listopadu 1990 k městu patřily i Brod nad Tichou, Janov, Klíčov a Ústí.

### Městský znak a pečeť

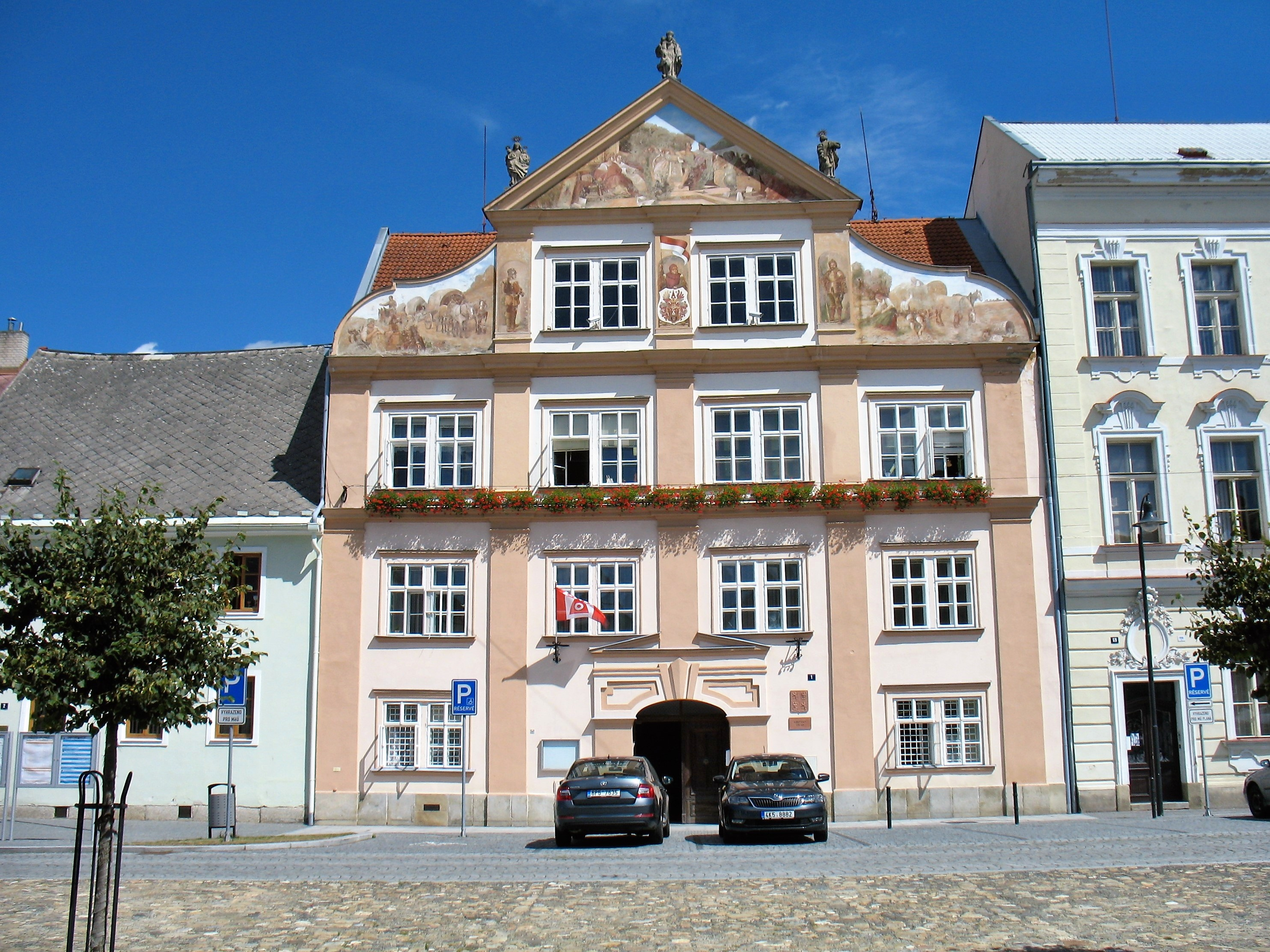
Plánská radnice

Planá získala znak již v průběhu 15. století. Podobu městského znaku zobrazuje v plném rozsahu nejstarší známá městská pečeť z roku 1473. Zachována je však zpráva o městské pečeti z roku 1433, jejíž podoba není známa. Na pečetním znamení je zobrazena hradba s bránou a dvěma věžemi. Prostor mezi věžemi vyplňuje znak Elsterberku s kosmým břevnem, který v klenotu obsahuje páva.
Za zprostředkovatele znakového privilegia je nejčastěji považován Bušek ze Žeberka, který v roce 1473 vyprosil povýšení městečka Planá na město.
V roce 1661 polepšil František Arnošt Šlik městský znak tím způsobem, že elsterberský erb nahradil šlikovským a přidal nad štít helmici s přikryvadly a figurou ze šlikovského znaku. Město dnes užívá polepšený šlikovský znak.

### Vlajka
Vlajka byla městu udělena rozhodnutím předsedy Poslanecké sněmovny Parlamentu České republiky dne 8. listopadu 2016.

## Doprava
Městem vede silnice I/21] a silnice druhé třídy II/198, II/201 a II/230. Západní částí města vede železniční trať Plzeň–Cheb se stanicí Planá u Mariánských Lázní, kde se na ni napojuje trať do Domažlic.

## Školství
Ve městě se nachází dvě mateřské, umělecká, základní devítiletá škola a střední odborné učiliště:
- Základní škola Planá, příspěvková organizace
- Základní umělecká škola
- Střední odborné učiliště

## Pamětihodnosti

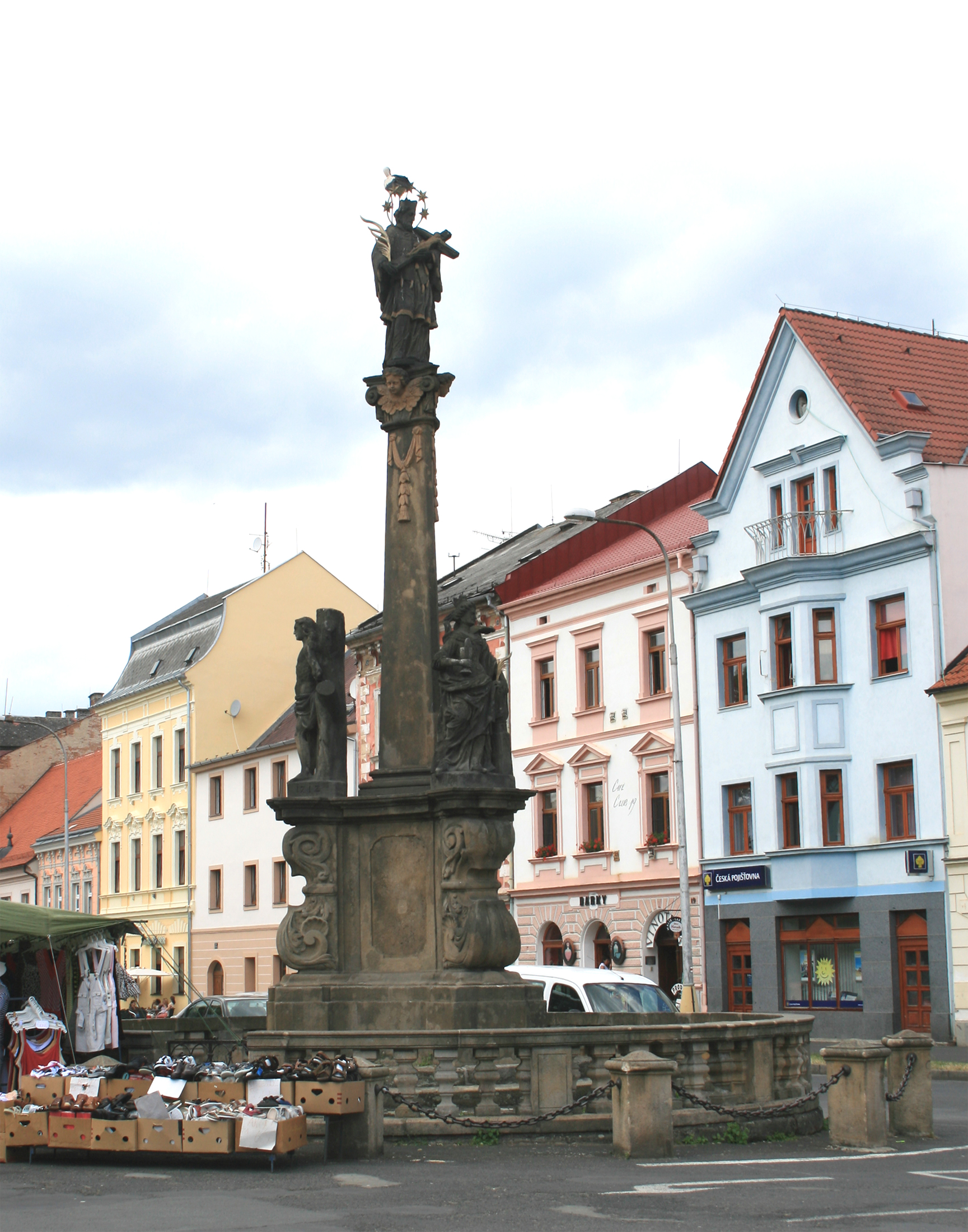
Morový sloup na náměstí Svobody

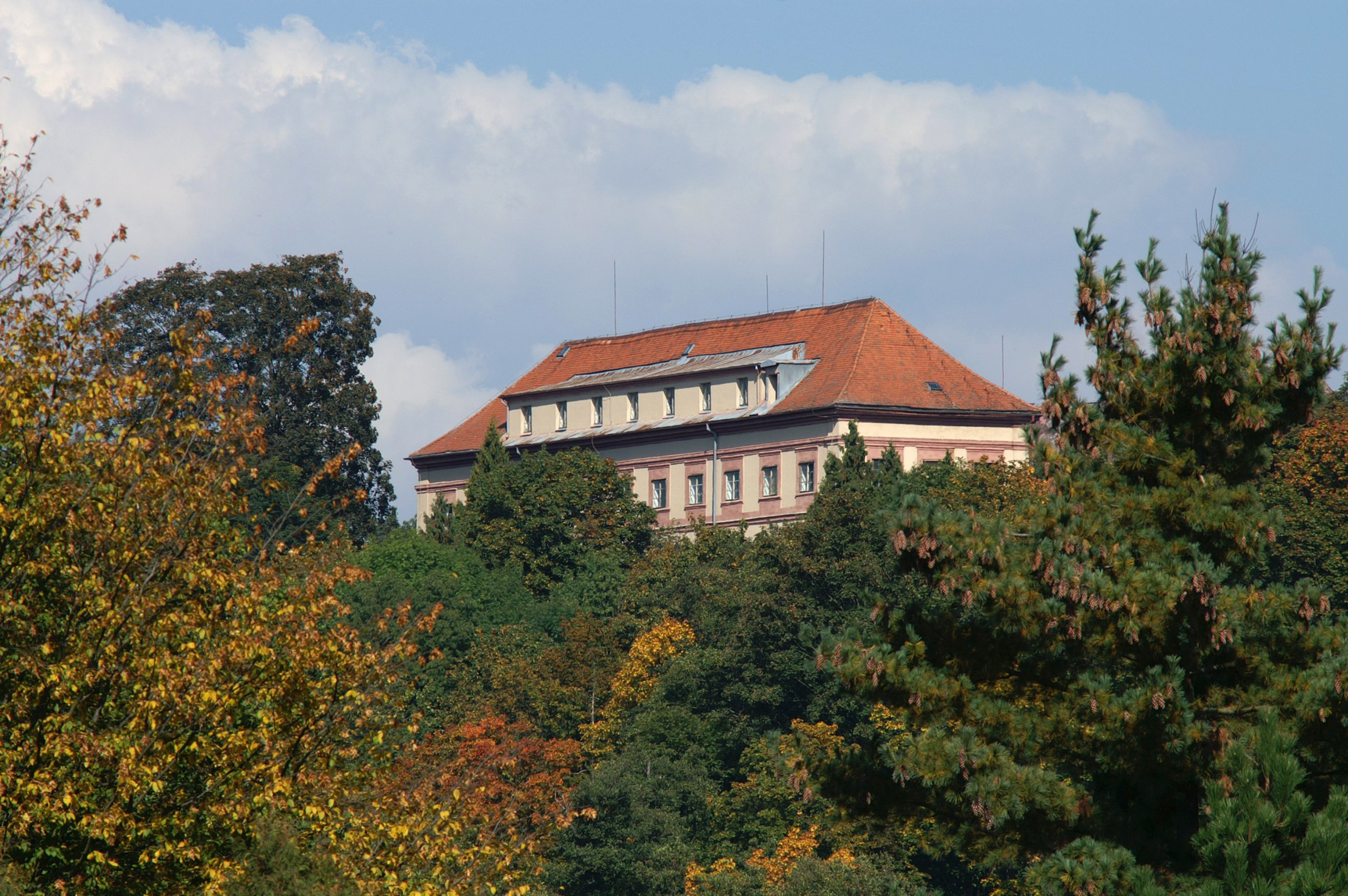
Zámek v roce 2001

### Hrad a zámek
Bývalý Plánský hrad, přestavěný postupem století na zámek, patří k nejméně prozkoumaným panským sídlům na západě Čech. Na tomto stavu má svůj podíl především fakt, že veřejnosti nepřístupný objekt byl po celou druhou polovinu 20. století využíván jako kasárna pohraniční stráže. V zámku proto nebyl prozatím proveden ani základní stavebně historický průzkum.
Historickými zprávami podložený středověký hrad vznikl v Plané nejpozději v první polovině 14. století. V dalších staletích byl novogoticky dostavěn a v 16. století přestavěn na renezanční zámek. Poslední smysluplné dostavby realizoval začátkem 19. století hrabě Nostitz. K architektonickým cennostem, které jsou na první pohled viditelné, se řadí pozdně renesanční malované stropy. Po sametové revoluci byla vojenská posádka zrušena, od té doby je zámek opuštěný a chátrá. Nepodařilo se naplnit plány na jeho rekonstrukci, v říjnu 2015 byl po exekučním příkazu k prodeji neúspěšně nabízen v dražbě. V nočních hodinách na 11. 11. 2017 byl zámek postižen rozsáhlým požárem, jenž zasáhl střechu jihozápadního křídla.

### Kostelík svatého Petra a Pavla

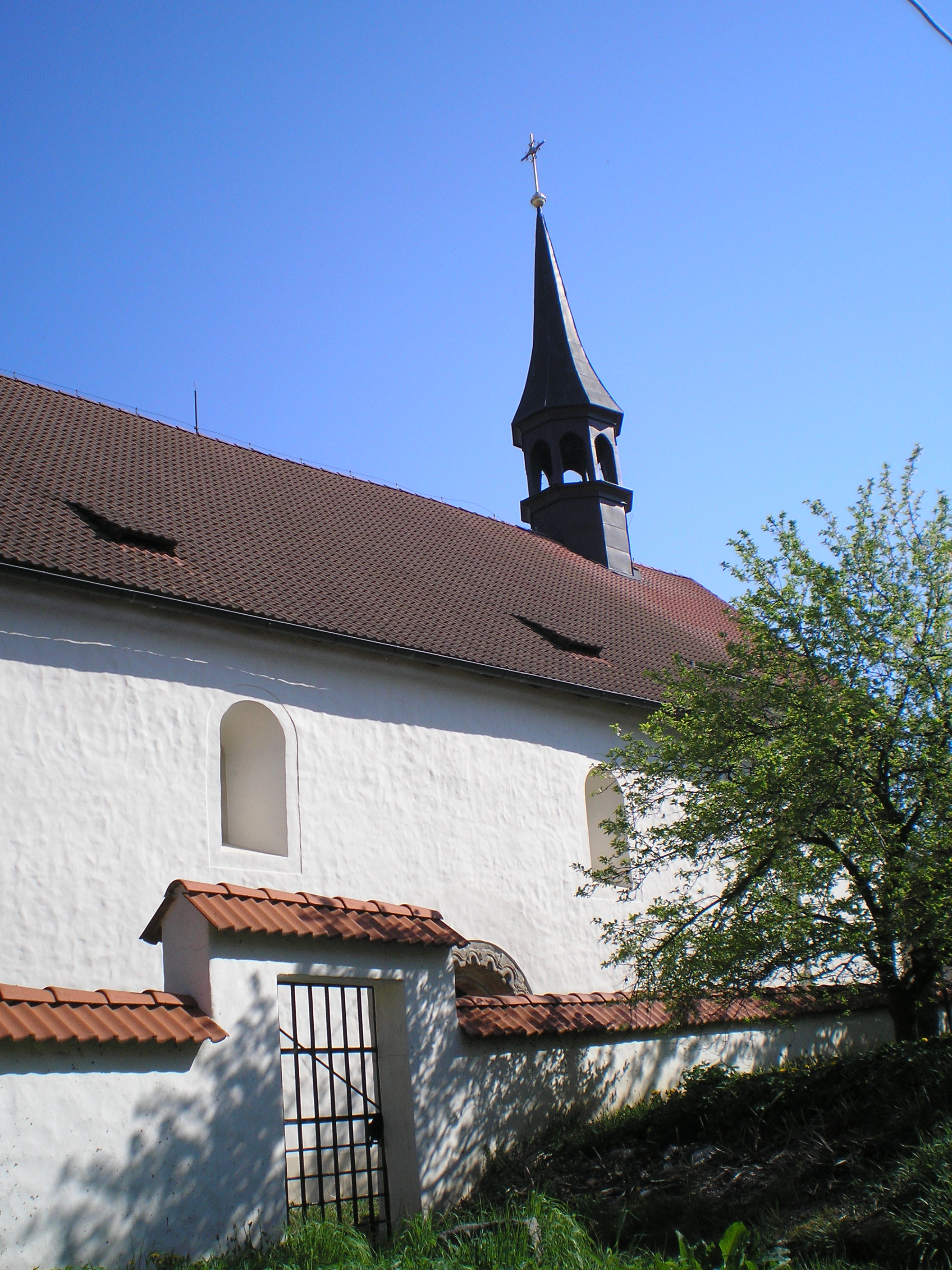
Kostelík svatého Petra a Pavla

Z poloviny 13. století pochází pozdně románský kostelík Petra a Pavla s obloučkovým vlysem na portále. Nejstarší dosud známá architektonická památka dnešního města bývala centrem původní osady Plania ležící při jedné ze zemských stezek. Počátky historie kostelíka sahají podle dochovaných pověstí až do 9. století k legendárnímu vladykovi Bohušovi. 
První písemná zpráva, která je současně první zprávou o Plané, však pochází z roku 1251. Král Václav I. tehdy udělil patronát nad „kostelem v Plané“ mnichům z waldsassenského kláštera. Do počátku 14. století sloužil kostel jako farní. V souvislosti s rozvojem města a zřízením fary při chrámu Nanebevzetí Panny Marie klesl na filiální. Za císaře Josefa II. se zde 29. června 1787 konala poslední pouť. Poté byl kostel zrušen a začal sloužit hospodářským účelům. 

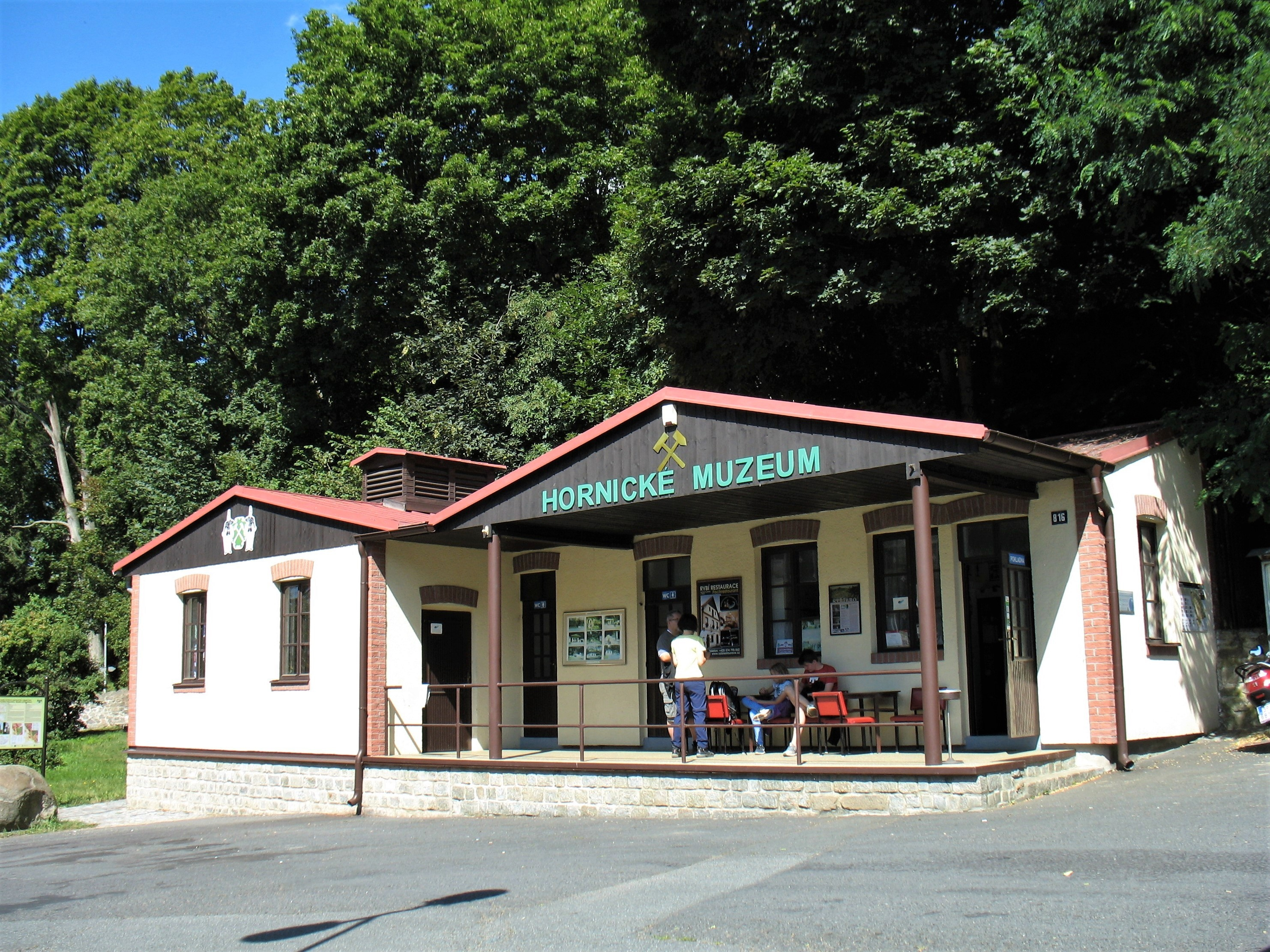
Hornické muzeum

Kostelík byl v devadesátých letech 20. století zrekonstruován do původní podoby. V současné době je tento objekt využíván jako koncertní sál.

### Hornické muzeum ve štole Ondřej Šlik
Štola Ondřej Šlik, ve které se muzeum nachází, byla vyražena koncem 16. století. Tehdejší majitelé dolů a panství Šlikové měli v Plané také svou mincovnu. Štola byla vyražena ručně z jižní strany táhlého návrší a měla ověřit možný výskyt stříbrných rud. Celková délka důlních prací je téměř 200 metrů a na mnohých místech je patrná přesná ruční práce tehdejších horníků. Celý labyrint chodeb je dnes zpřístupněn a je v něm instalována expozice rudného hornictví. Muzeum a další pozůstatky po těžbě jsou chráněny jako technické památky.

### Farní chrám Nanebevzetí Panny Marie

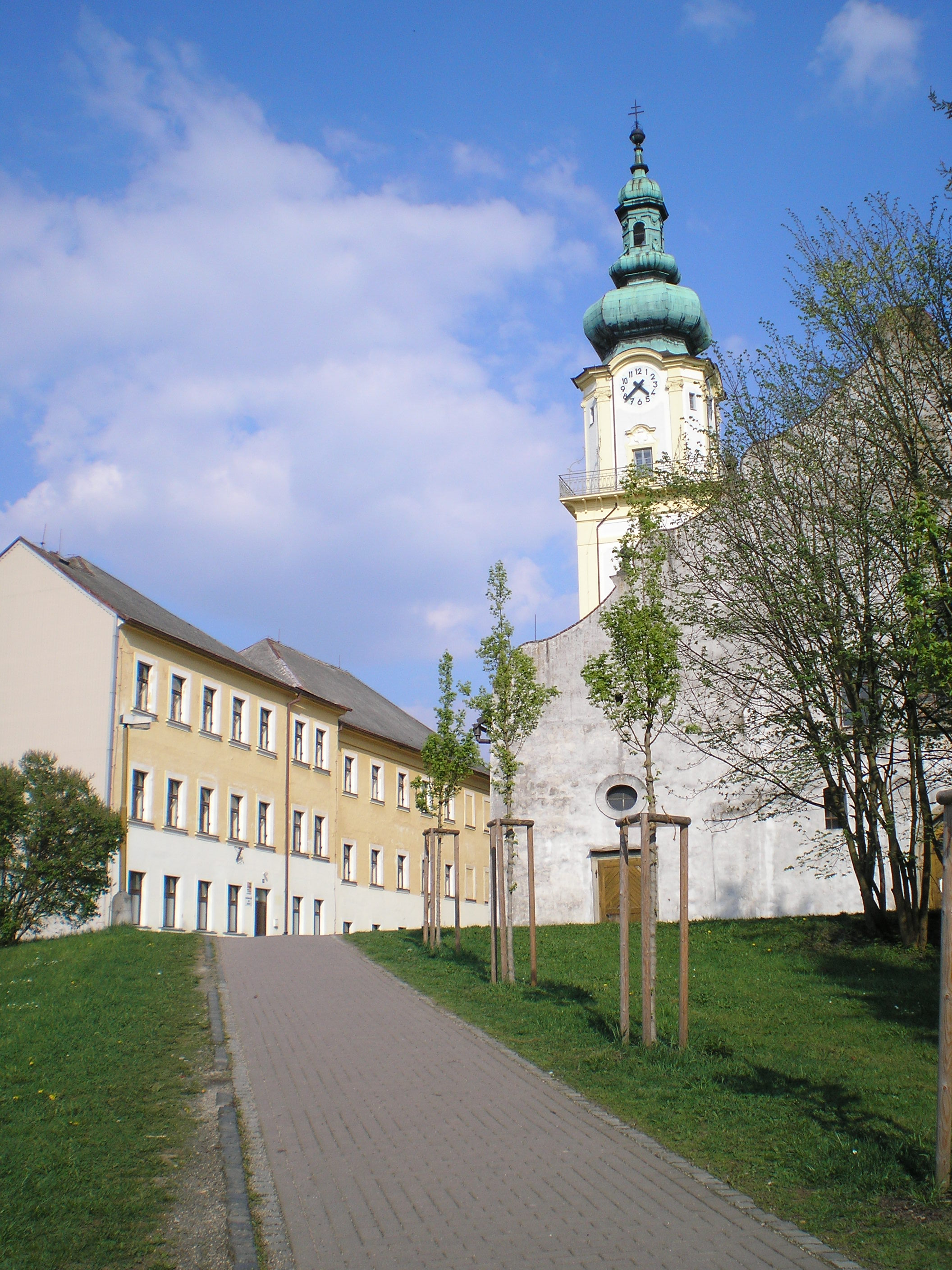
Kostel na Nanebevzetí Panny Marie

Kostel Nanebevzetí Panny Marie byl vystavěn neznámo kdy v raných dějinách města. Hlavní portál ze druhé čtvrtiny 13. století jej řadí do doby přelomu románského a gotického období. V gotice byl patrně ve 3. čtvrtině 14. století zaklenut křížovou klenbou. Ojedinělé trojlodí s jižní lodí pod úrovní terénu bylo v 18. století pod patronací držitelů Plánského panství, hrabat ze Sinzendorfu, dvakrát barokně upravováno.

### Šlikovská hrobka ve farním kostele
Jedním z vděčných témat Plánské historie je šlikovská hrobka, v níž mělo spočinout i tělo Jáchyma Ondřeje Šlika, popraveného za protihabsburské povstání dne 21. června 1621 na Staroměstském náměstí v Praze. Bezhlavé tělo uložili příbuzní nejprve v protestantském kostele sv. Salvátora v Praze, jehož byl popravený zakladatelem. Později však muselo být tělo vyzvednuto a Kašparem Šlikem uloženo v hrobce planského kostela.

### Bohušova hora

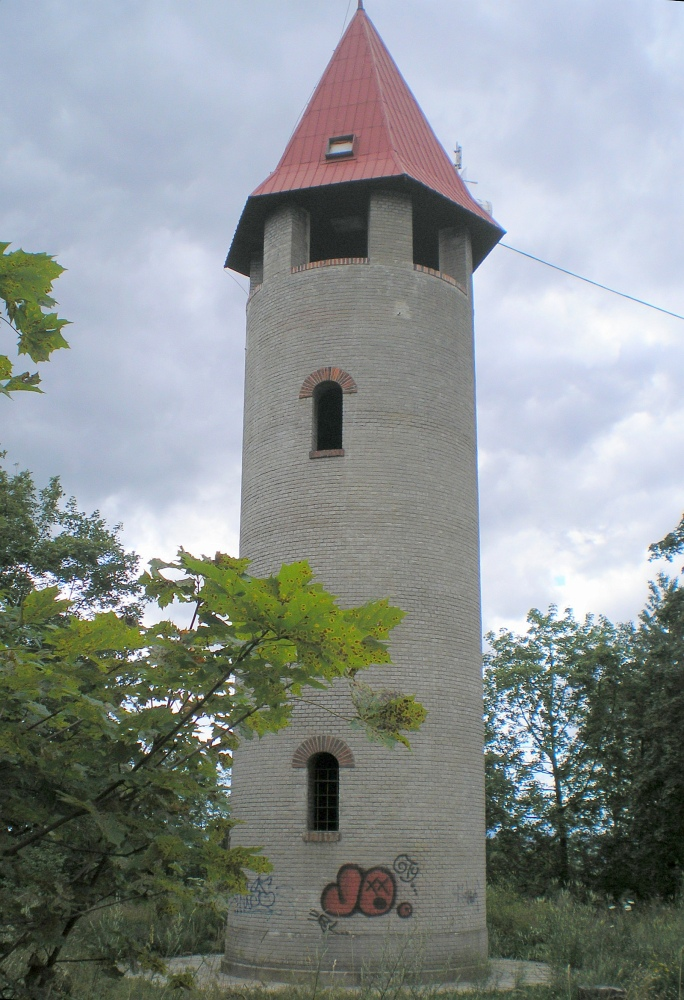
Rozhledna

Zprávy, že na Bohušově hoře stával hrad, jsou prozatím nedoložené. V pozdním středověku zde bývala dřevěná šibenice. V roce 1615 ji někdo prý i s oběšencem ukradl. Později byla na jejím místě postavena nová, složená ze tří kamenných pilířů, propojených v horní části trámy. V roce 1765 bylo císařským rozhodnutím hrdelní právo městu odňato. Ještě na mapě josefského vojenského mapování ze druhé poloviny 18. století je šibenice o třech ramenech zakreslena.
V roce 1647 se zde snad v souvislosti s nedalekou bitvou u Třebele utábořila část švédského vojska. Zpráva, že se zde 5. května 1680 v době selských bouří shromáždili rebelující sedláci, kteří odmítali robotovat, však není historickými prameny doložena. Rozutekli se teprve poté, když se dozvěděli o masakru poddaných v bitvě na Ovčím vrchu na sousedním bezdružickém panství, kteří se opevnili na Ovčím vrchu u Švamberka.
Příjemnějšího využití se Bohušově hoře dostalo teprve v roce 1908, kdy zde byla místním okrašlovacím spolkem postavena rozhledna, nazvaná po rakousko-uherském mocnáři Franz Josef Aussicht. Původně se uvažovalo o rozhledně vysoké 27 m, z úsporných důvodů byla nakonec vystavěna věž vysoká 16 m. Ještě v padesátých letech 20. stol. byla nově opravená rozhledna i restaurace pod ní hojně navštěvována[zdroj?]. V osmdesátých a devadesátých letech volně přístupný objekt zdevastovali vandalové. K opětné opravy rozhledny, financované městem, došlo v roce 1999. Z rozhledny, která je volně přístupná, se otevírá pohled nejen na vlastní město, ale i na poměrně vzdálená pásma pohraničního hvozdu a Slavkovský les.

### Poutní kostel svaté Anny u Plané

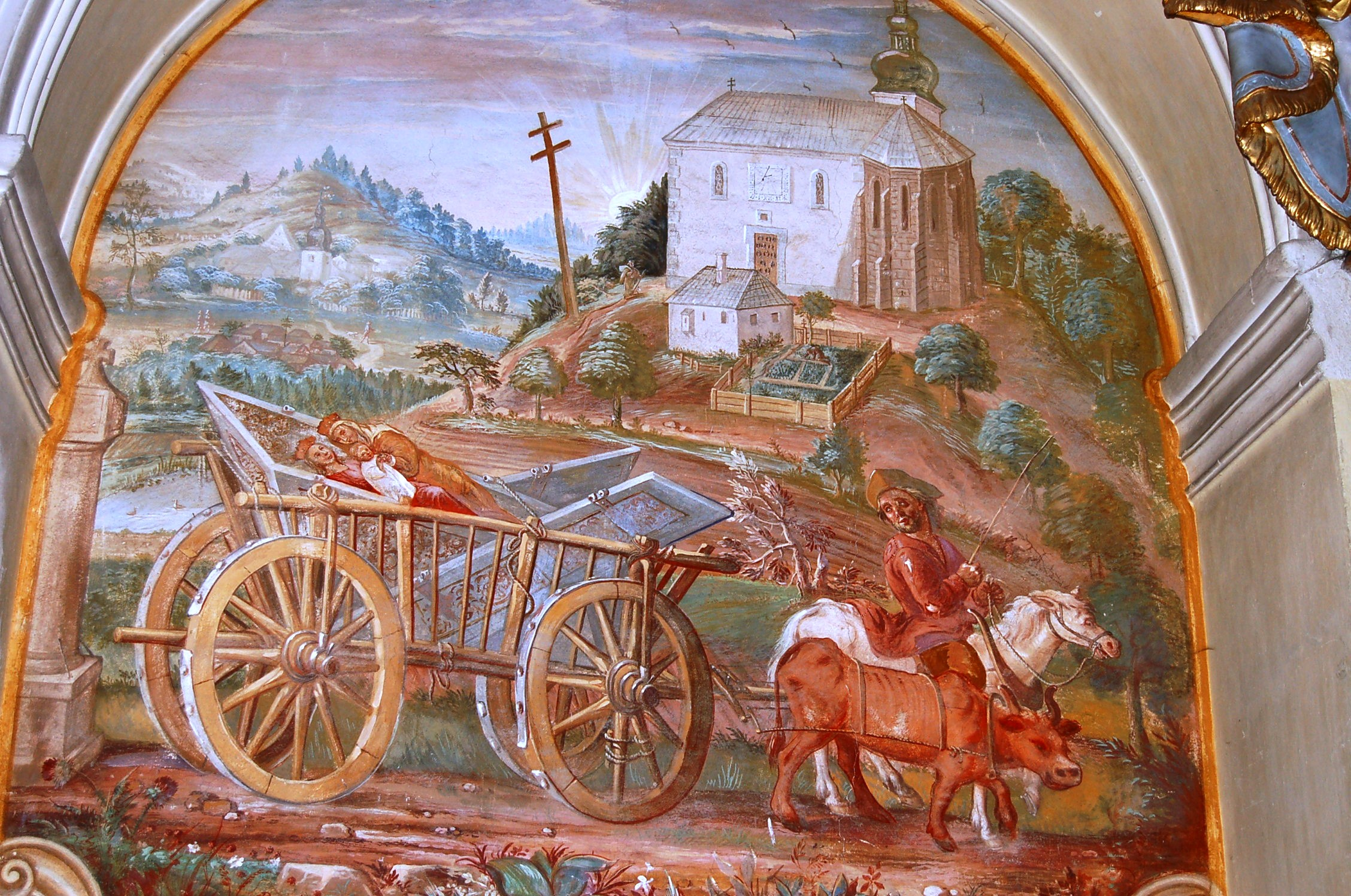
Nástěnná malba z roku 1730 v kostele svaté Anny, provedená plánským umělcem Václavem Schmidtem, zachycuje místní pověst o sedlákovi, který se pokusil přisvojit si sochy z tohoto kostela.

Poutní kostel svaté Anny se nachází na návrší jižně od města. Má podélný půdorys s krátkou křížovou lodí a užším trojboce uzavřeným kněžištěm, nad nímž je vztyčena věž krytá mansardovou střechou. Kostel byl postaven v letech 1721–1726. Vnější plášť byl radikálně obnoven. Jedná se o krajinnou dominantu.

### Morový sloup
Barokní morový sloup na náměstí Svobody pochází z roku 1712. Na vrcholu je socha svatého Jana Nepomuckého, pod ním jsou sochy svatého Šebestiána (ochránce proti moru), svaté Barbory (patronka horníků) a svatý Florián (ochránce před požáry).

### Zajatecký tábor z první světové války
Při silnici do Tachova, za Hamerským potokem po levé straně, byl na počátku první světové války založen zajatecký tábor s kapacitou 16 000 obyvatel. Jeho výstavba započala v březnu roku 1915 na panských polích mezi Karolininým dvorem (Karlín), které se táhly k potoku k bývalému Karlovu mlýnu (Karlsmühle). Vznikl zde rozsáhlý lágr oplocený ostnatým drátem, ve kterém bylo na 400 baráků a 4 vysoké strážní věže. Místo mělo síť hlavních ulic, uliček a náměstí, kostel, vlastní vodárnu, táborovou nemocnici s lékaři a personálem, lékárnu, hřbitov, velkopekárnu a moderní parní prádelnu. Parní a sprchová zařízení s velkoprádelnou stála přibližně 250 tisíc korun, celá stavba stála 6,5 milionu rakouských korun. Vše po skončení války bylo rozebráno a zaniklo, zůstala jen část hřbitova v lesíku.

### Pomník obětem druhé světové války
Je umístěn na hřbitově (Dvořákova ul.). Jsou zde pohřbeny oběti pochodu smrti, ze dní 20. až 24. dubna 1945.

## Osobnosti
- Jan František Löw z Erlsfeldu (1648–1725), lékař a právník, rektor Univerzity Karlovy
- Franz Willibald Schmidt (1764–1796), botanik a malíř rostlin
- Josef Helfert (1791–1845), právník, profesor Univerzity Karlovy a průkopník památkové péče v Rakousku
- Johann Baptist Weiß (1801–?), rakouský novinář
- Siegfried Becher (1806–1873), ekonom
- Franz Xaver Haimerl (1806–1867), právník, vysokoškolský učitel, rektor vídeňské univerzity, narodil se ve Křínově
- Franz Heisinger (1840–1921), poslanec Českého zemského sněmu, historik
- Anton Christoph (1867–1924), rakouský politik (DF, GDVP) a zemský rada Salcburku
- Hans Tropsch (1899–1935), významný chemik
- Franz Ott (1910–1998), německý politik, narozen v Otíně
- Mimi Herold (1925–2015), zpěvák lidové hudby
- Fritz Wittmann (1933–2018), německý právník a politik (CSU)
- Alois Mader (* 10. června 1935), německý sportovní lékař a vysokoškolský pedagog
- Mathilda Nostitzová (1936–2021), zakladatelka Nadačního fondu Mathilda, angažovala se ve prospěch slabozrakých a nevidomých
- Roman Skamene (* 2. října 1954), český herec
- Petr Pavel (* 1. listopadu 1961), armádní generál Armády České republiky ve výslužbě, v letech 2015–2018 předseda vojenského výboru NATO, od 9. března 2023 4. prezident České republiky
- Pjér la Šé'z (* 13. března 1963), klinický psycholog, vlastním jménem Petr Knotek
- Josef Bernard (* 30. května 1965), český podnikatel, od roku 2016 hejtman Plzeňského kraje
- Zdeněk Štybar (* 11. prosince 1985), český profesionální silniční cyklista a cyklokrosař
- Katarína Garajová (* 21. července 1987), slovenská reprezentantka v běhu na lyžích
- David Vaněček (* 9. března 1991), český fotbalový útočník
- Dominik Kahun (2. července 1995), německo-český hokejista

## Galerie

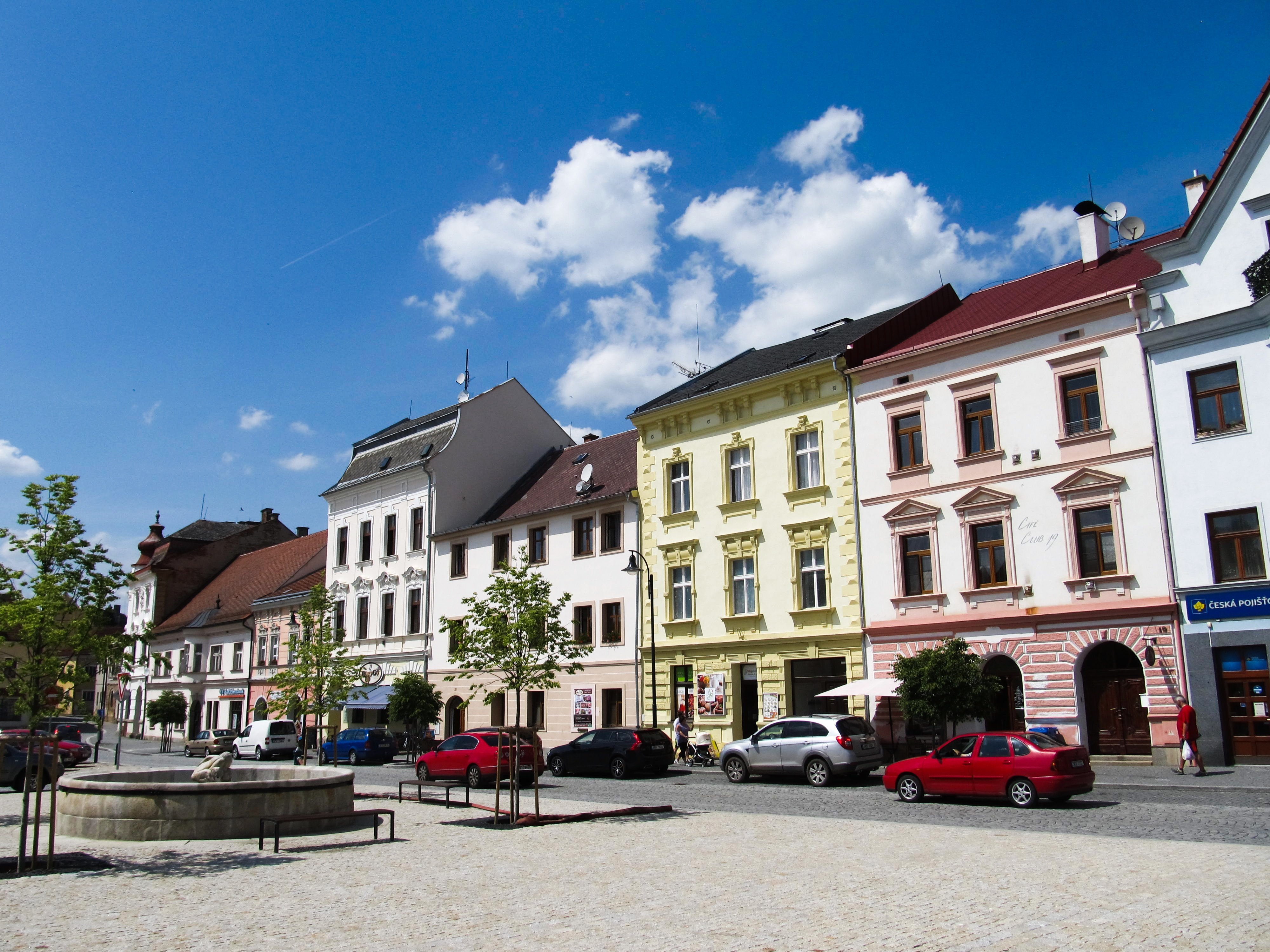
Náměstí Svobody
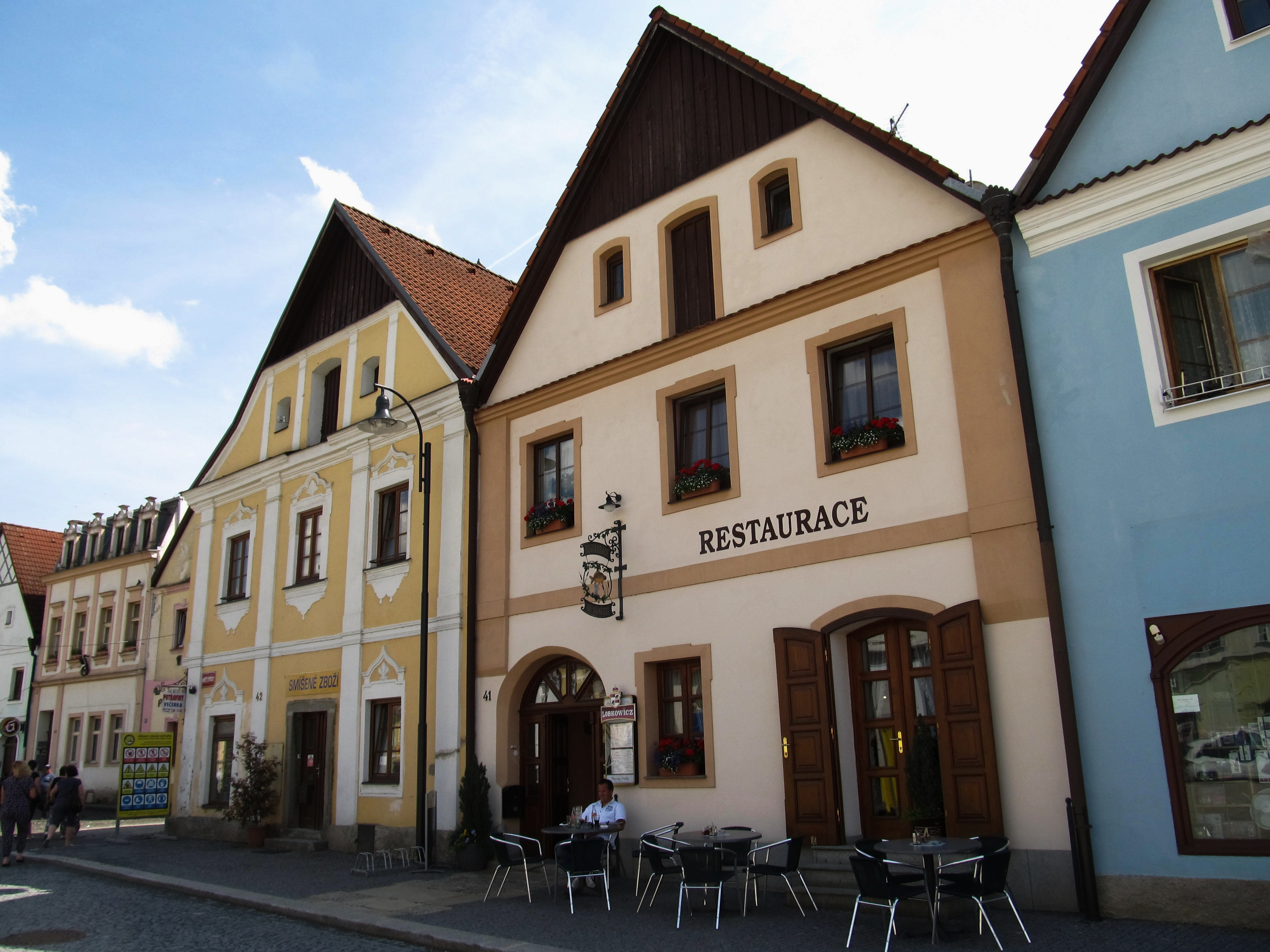
Náměstí Svobody
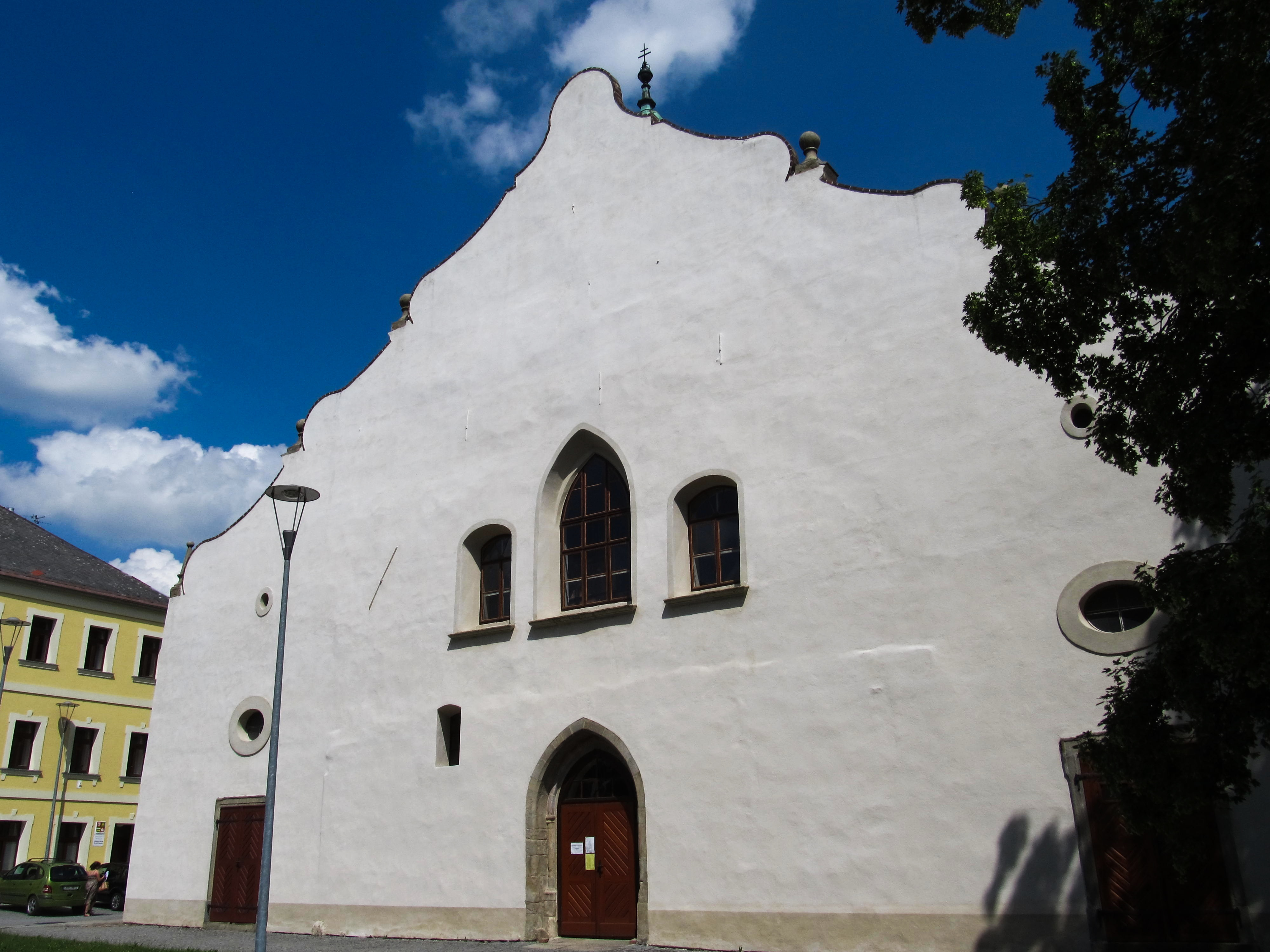
Kostel Nanebevzetí Panny Marie
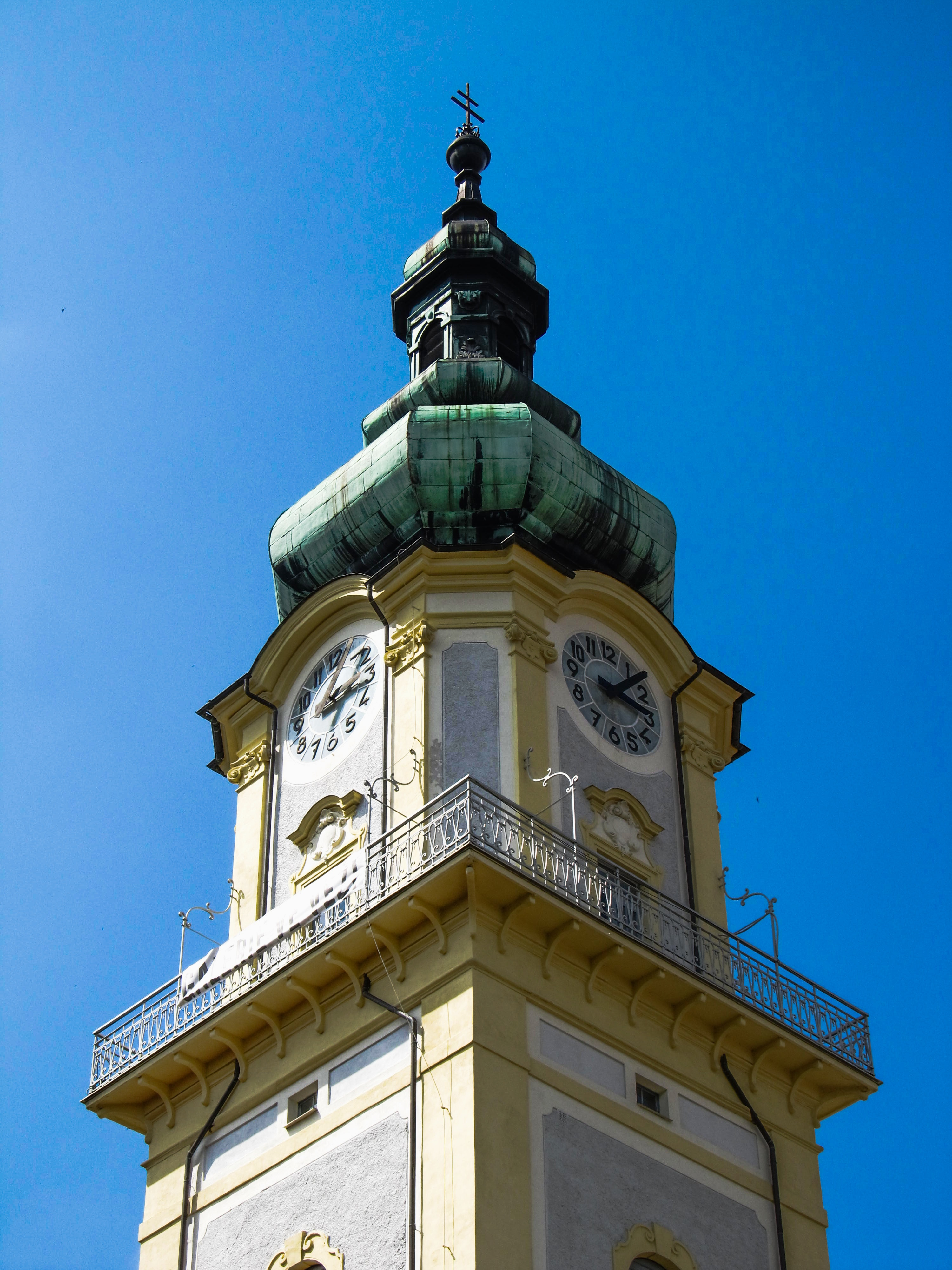
Věž kostela Nanebevzetí Panny Marie
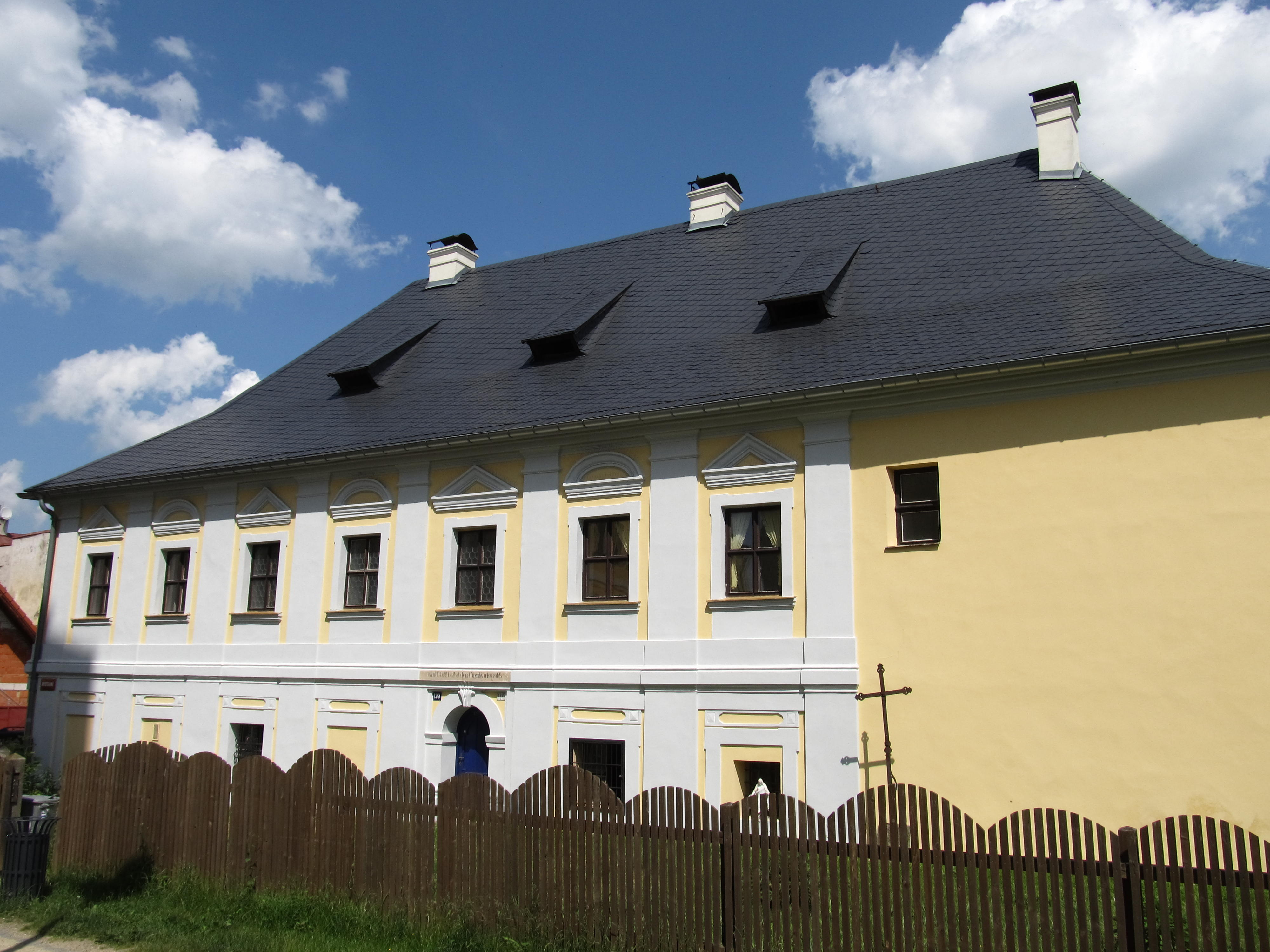
Fara u kostela Nanebevzetí Panny Marie
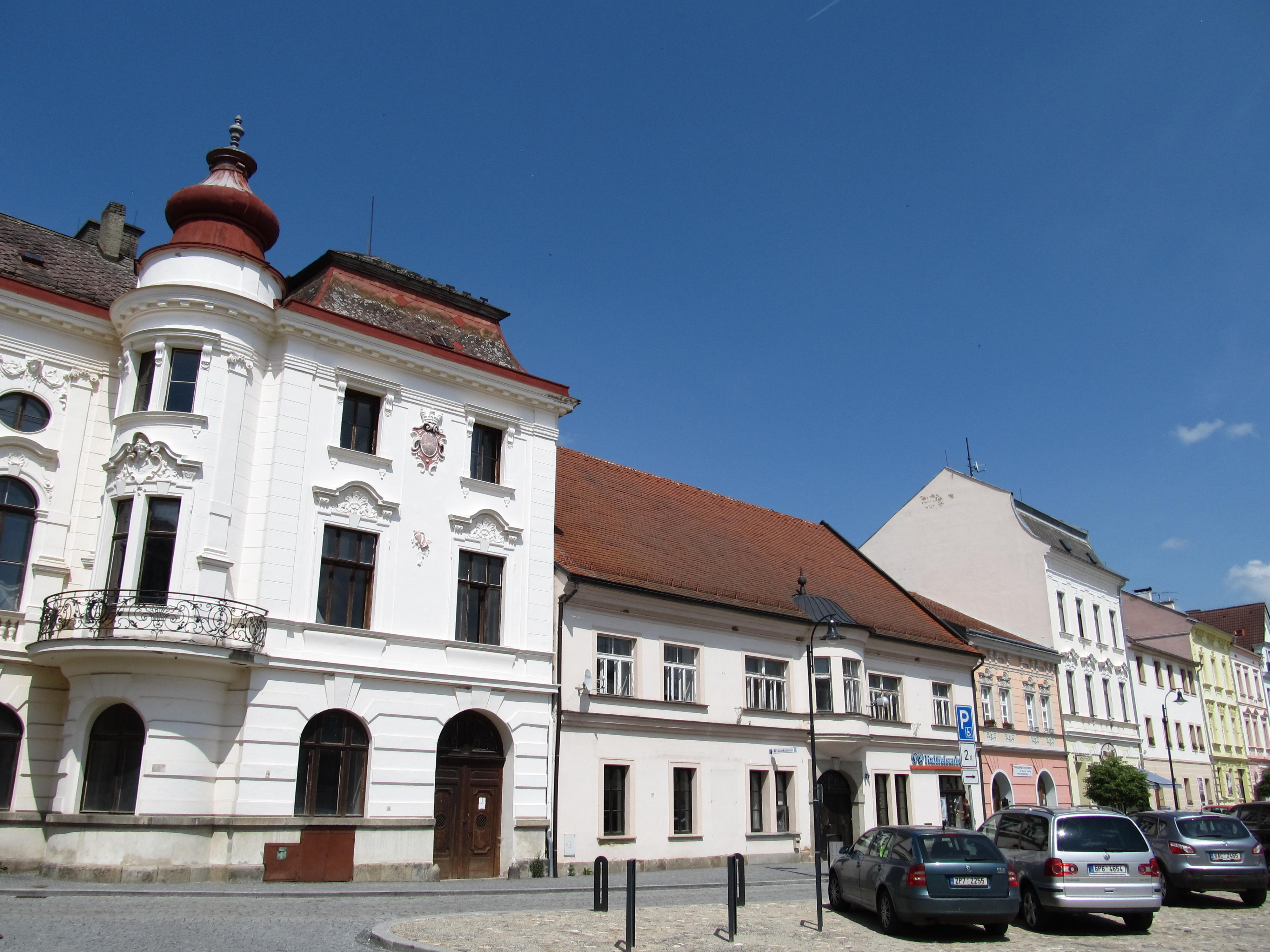
Náměstí Svobody
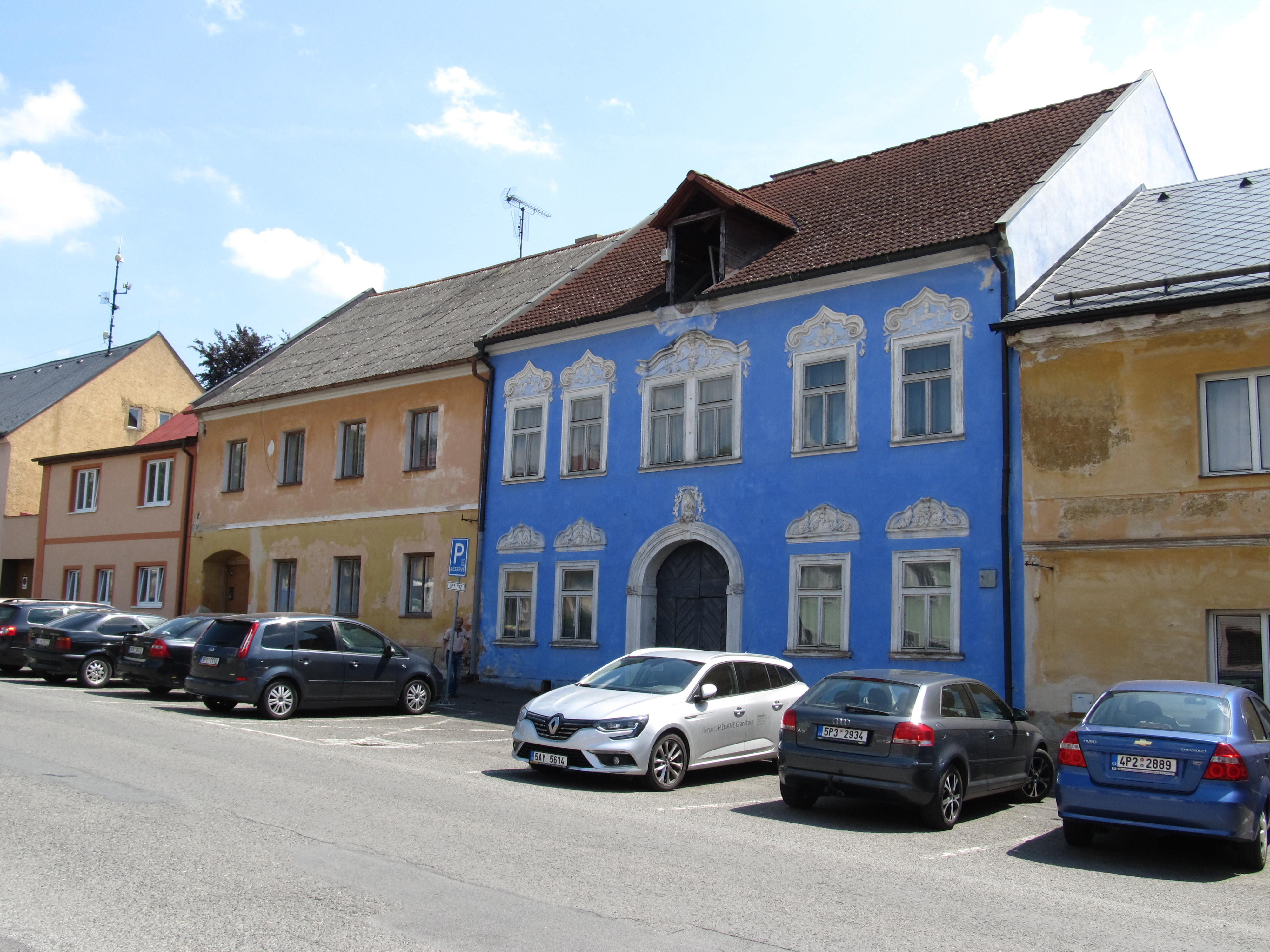
Ulice Dukelských hrdinů
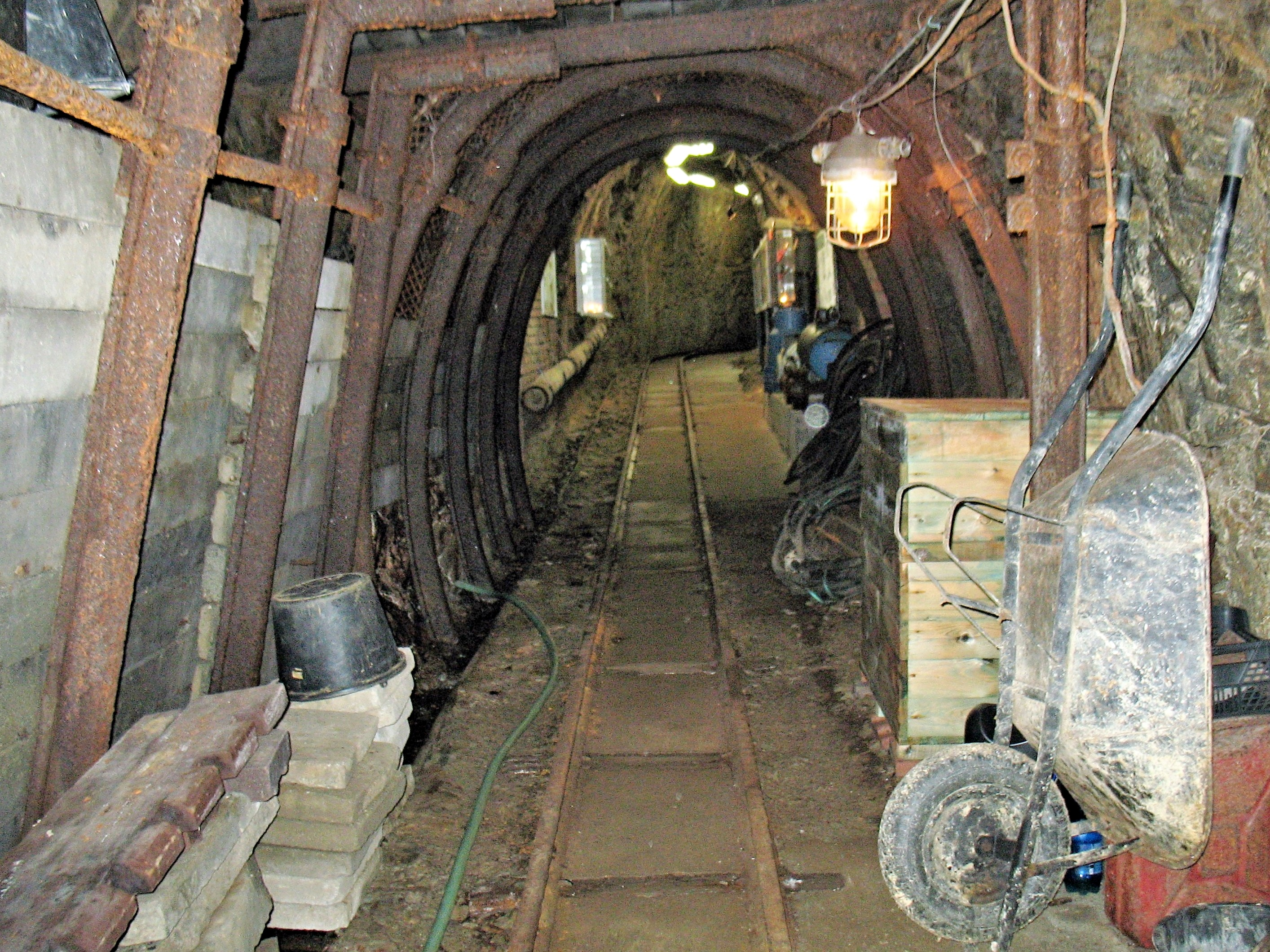
Štola Ondřej Šlik
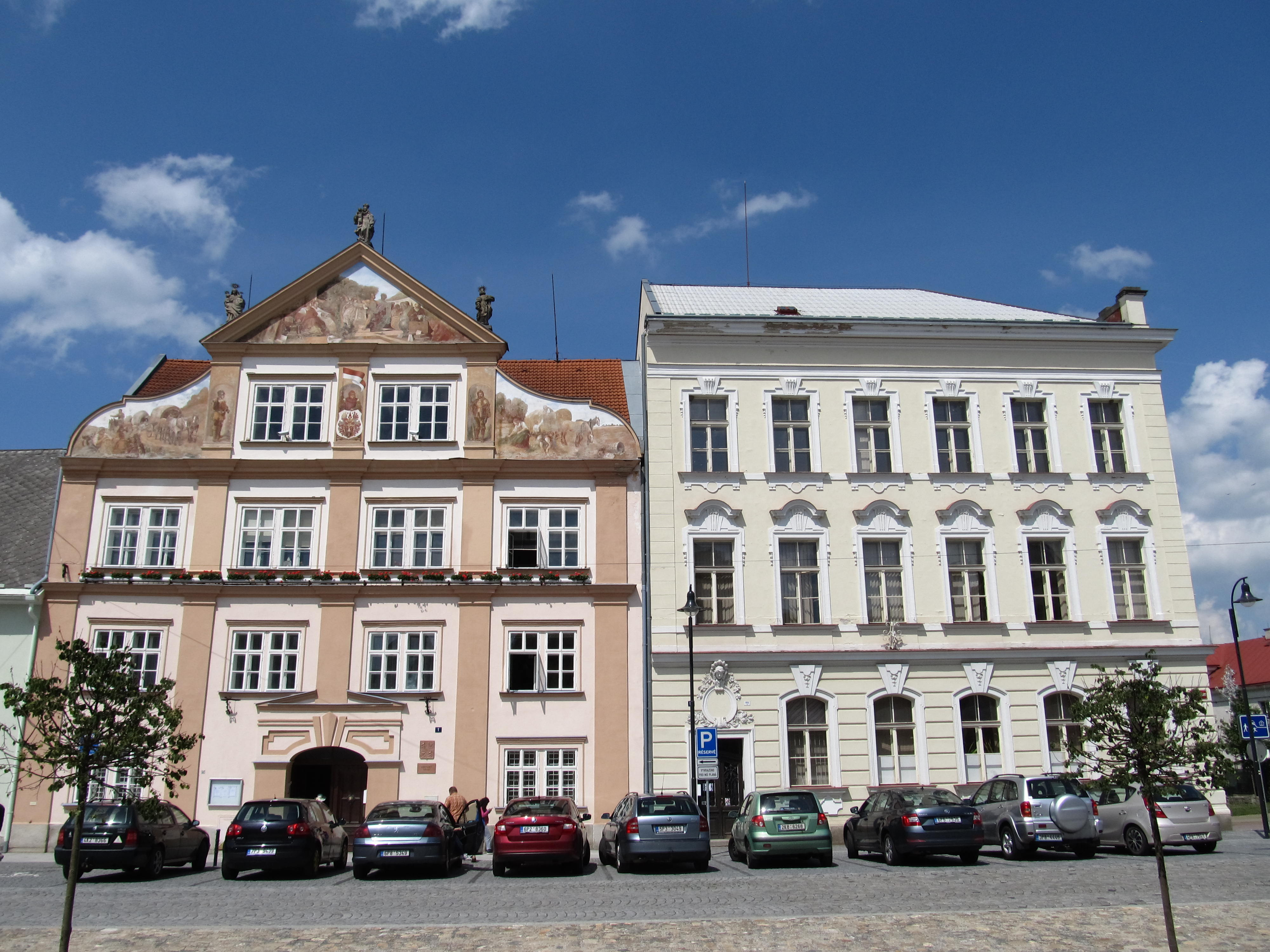
Náměstí Svobody, vlevo radnice
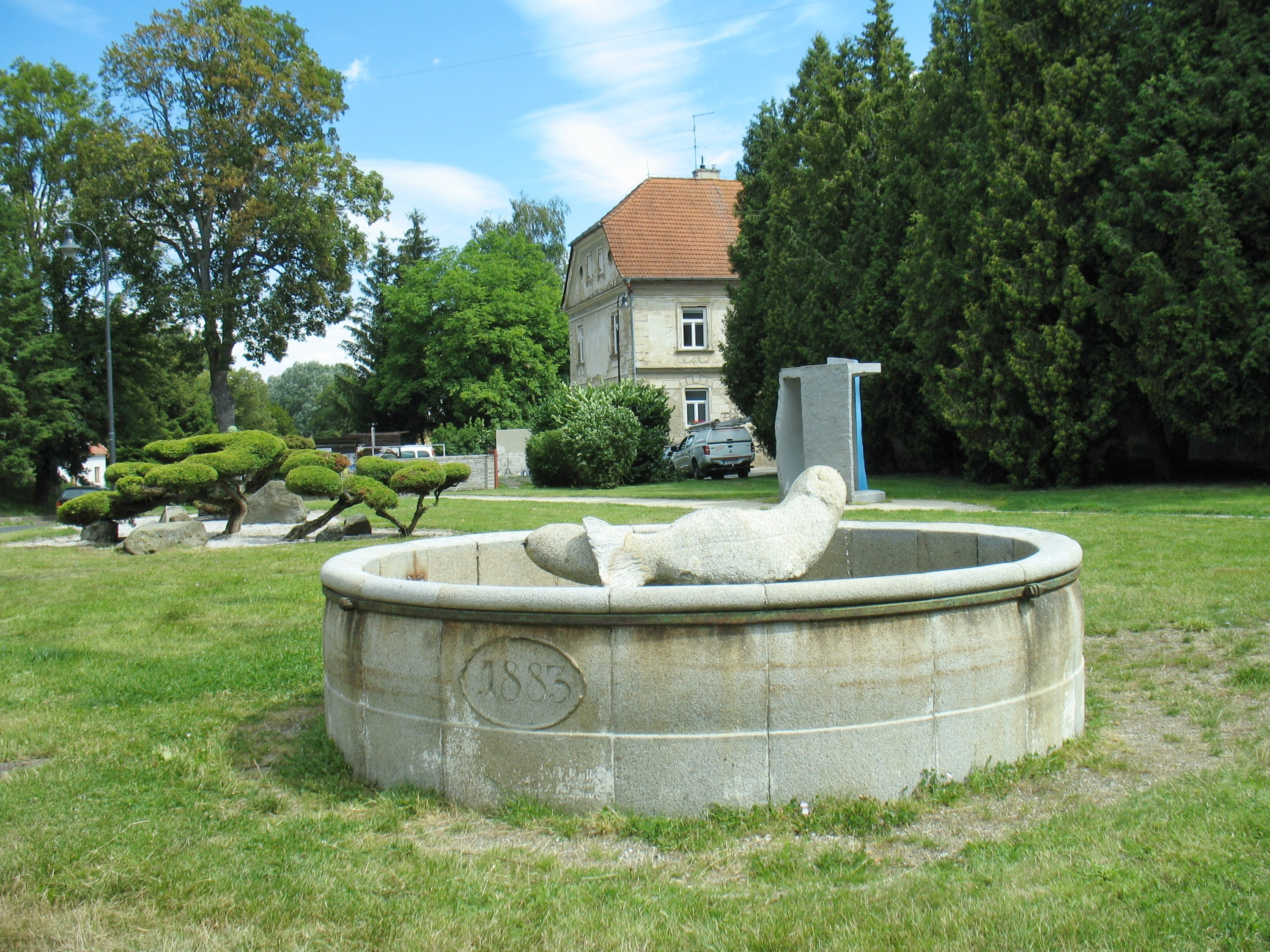
Kašna v Zámecké ulici
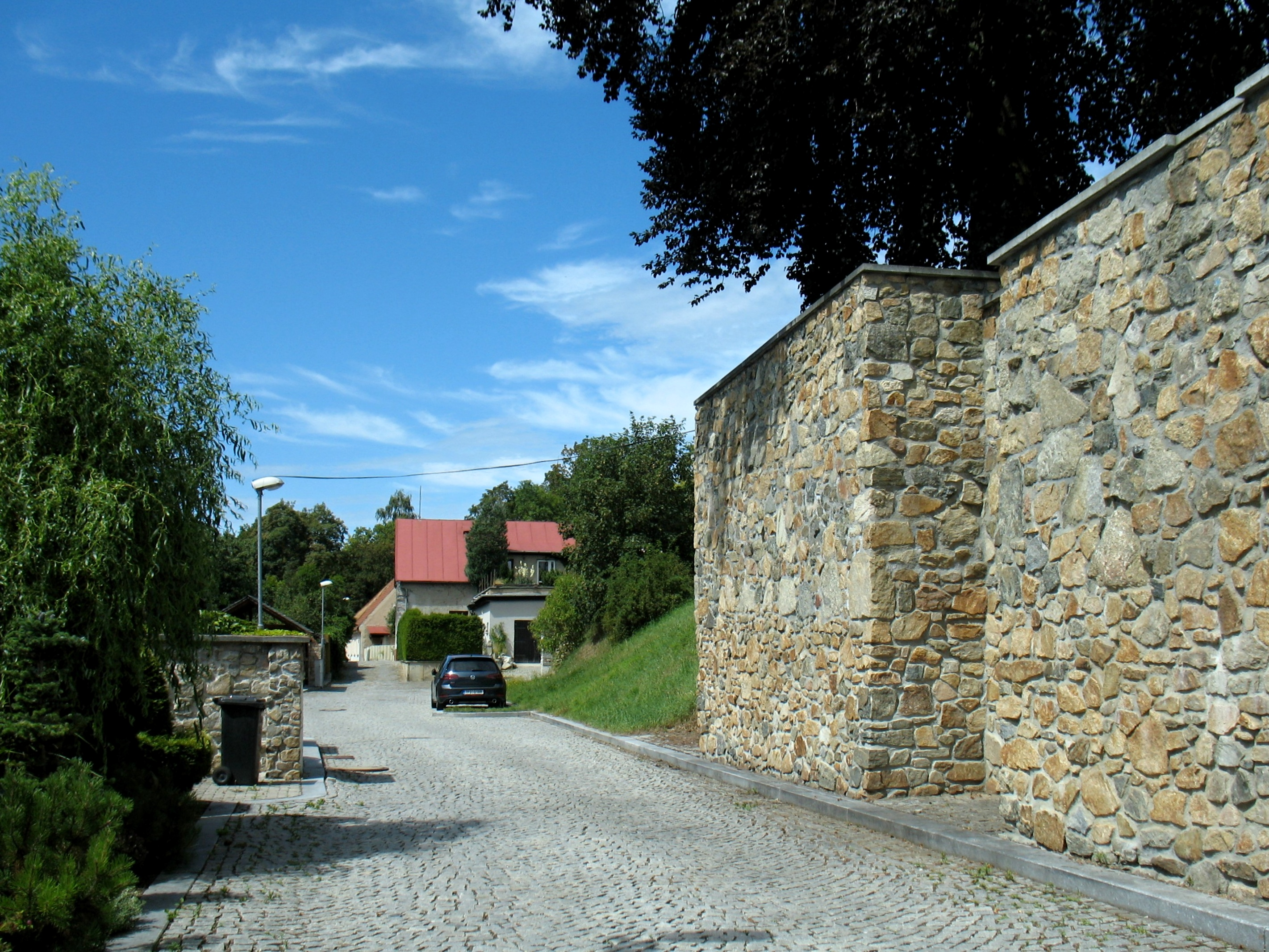
Ulice Na Příkopech
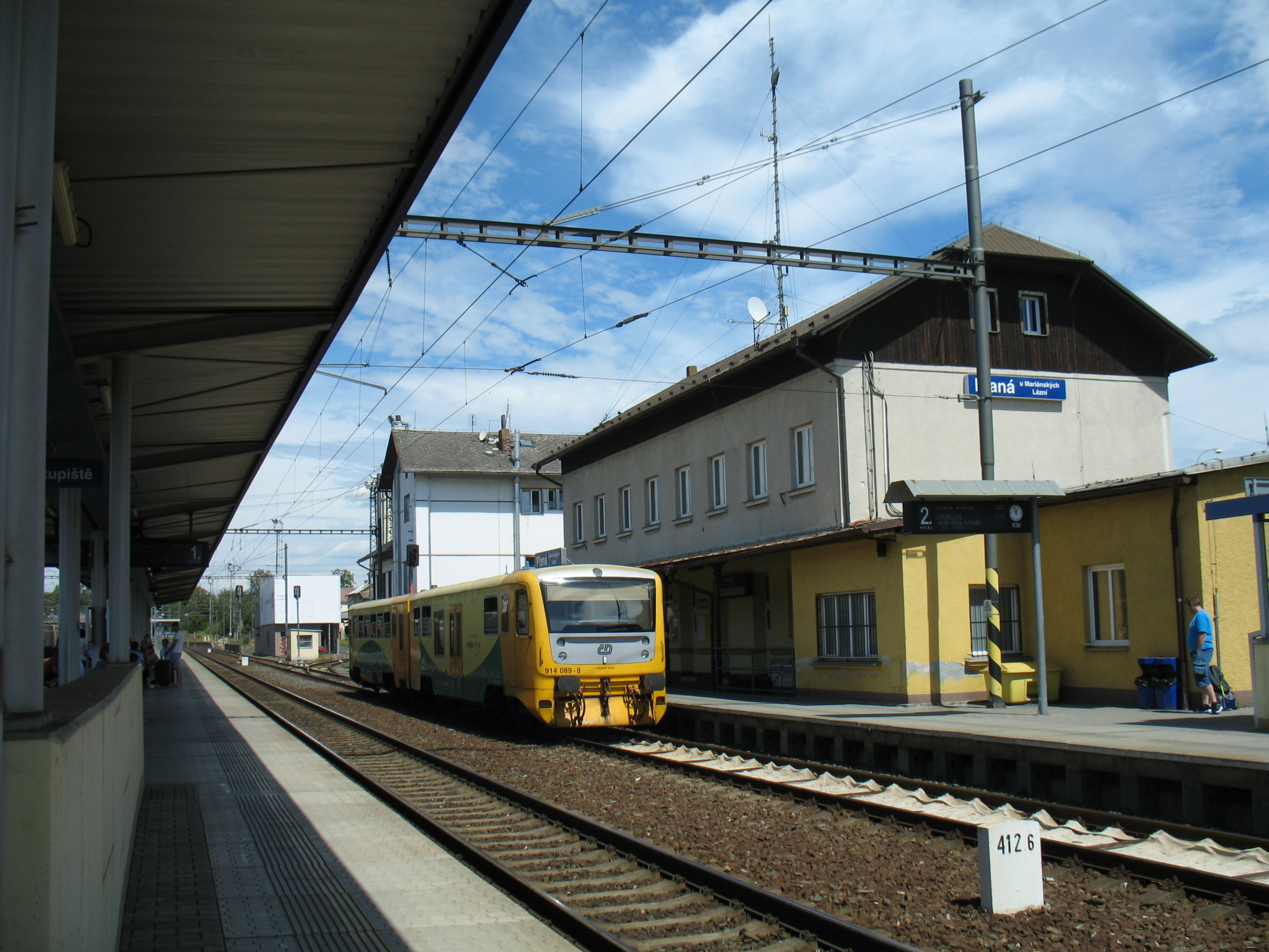
Železniční stanice Planá u Mariánských Lázní

## Partnerská města
- Tirschenreuth, Německo